# Zoo de Tel Aviv
Le zoo de Tel Aviv est un parc zoologique créé en 1938 et situé à Tel Aviv (Israël). Il est fermé en 1980 pour laisser place à un centre commercial.

## Sources
- (en) Cet article est partiellement ou en totalité issu de l’article de Wikipédia en anglais intitulé « Tel Aviv Zoo » (voir la liste des auteurs).